# Мазијера (Равена)
Мазијера је насеље у Италији у округу Равена, региону Емилија-Ромања.
Према процени из 2011. у насељу је живело 575 становника. Насеље се налази на надморској висини од 9 м.